# Dead in My Arms
Albums de Carnifex
Carnifex (demo 2007)
(2007) The Diseased and the Poisoned
(2008)
Dead in my Arms est le nom du premier véritable album studio du groupe de Deathcore Américain Carnifex. L'album est sorti le 4 septembre 2007 sous le label This City Is Burning.
Malgré une très faible publicité faite autour de la sortie de cet album, ce dernier s'est tout de même vendu à plus de 5 000 exemplaires.
Les titres Collaborating Like Killers, Love Lies In Ashes, Slit Wrist Savior et Hope Lies With The Decadent étaient déjà présents dans une des démos éponymes du groupe et ont été ré-enregistrés pour l'album.

## Composition
- Scott Lewis : Chant
- Shawn Cameron : Batterie
- Steve McMahon : Basse
- Cory Arford : Guitare
- Ryan : Guitare

## Liste des titres
1. Intro – 0:41
2. These Thoughts Became Cages - 2:51
3. Slit Wrist Savior – 4:25
4. Hope Dies with the Decadent – 3:51
5. Lie to My Face – 3:02
6. Love Lies in Ashes – 3:43
7. A Winter in Remorse – 3:02
8. Collaborating Like Killers – 3:54
9. My Heart in Atrophy – 3:00
10. Dead in My Eyes – 1:39
11. Dead in My Arms – 3:26